# 이즈미 마사코
이즈미 마사코(和泉雅子, 1947년 7월 31일 ~ 2025년 7월 9일)는 일본의 배우, 가수, 탐험가, 진언종의 승려이다. 도쿄도 출신이며, 애칭은 마코(マコ)이다.

## 생애
그녀는 도쿄도 주오구 긴자 미하라바시 근처에서 스시 가이세키 요리점 ‘다이센식당’을 운영하던 아버지 이즈미 소타로와 어머니 미츠요 사이에서 장녀로 태어났다. 남동생은 이즈미 히사토키이다. 이즈미 가문은 에도 시대에 막부의 어용 가구 상인을 지냈으며, 전해지는 바에 따르면 센고쿠 무장 다케나카 한베에의 후손이다. 메이지 유신 이후에는 야나카 묘지 인근에서 석재업을 운영했고, 친척 중에는 츠키지에서 참다랑어를 취급하는 사람이 있었다. 이에 따라 아버지는 분가해 수산물 도매업으로 전업했고, 전쟁 후에는 미하라바시에 상점을 열었다.
세이카학원 여자고등학교를 졸업하였다.
10세에 와카쿠사 극단의 아역 배우로 활동을 시작했고, 이후 긴고로 극단에 입단해 희극 배우를 지망하였다. 이후 텔레비전 프로그램 《제스처》에 출연하던 야나기야 긴고로를 따라다니던 중, 같은 프로그램에 출연하던 닛카쓰의 프로듀서 미즈노에 타키코에게 발탁되어 1961년 닛카쓰에 입사하였다.
입사 후 다수의 청춘 영화에 출연하였으며, 요시나가 사유리, 마쓰바라 치에코와 함께 '닛카쓰 3인방'으로 불렸다. 《근대영화》의 여우 부문 인기 투표에서는 1964년부터 1968년까지 5년 연속으로 상위권에 들었다. 1963년 개봉한 우라야마 기리로 감독의 영화 《비행소녀》에서 주연을 맡아 엘란도르 신인상과 모스크바 영화제 금상을 수상하였다. 같은 영화제에서 프랑스 배우 장 가방이 연기를 호평한 것으로 알려져 있다. 닛카쓰 작품에서는 다카하시 히데키와 자주 호흡을 맞췄다.
가수로서도 활동했으며, 1966년에는 더 벤처스의 곡 〈Ginza Lights〉를 배우 야마우치 켄과 함께 리메이크한 〈두 사람의 긴자〉가 히트하였고, 이듬해 영화화되었다.
1967년 도쿄도지사 선거에서는 자민당과 민사당이 지지한 마쓰시타 마사히사를 공개 지지하였다. 동시기에 요시나가 사유리가 사회당과 공산당이 지지한 미노베 료키치를 지지하면서, 두 사람은 언론의 주목을 받았다.
1971년 닛카쓰가 성인 영화 중심으로 노선을 전환한 이후에는 텔레비전으로 활동 무대를 옮겼다. 1978년에는 《도요 와이드 극장 – 여교사》에 출연해 강간 장면을 연기하였다.
1989년 5월 10일 해빙 위에서 출발하여 일본인 여성으로서는 최초로 북극점에 도달하는데 성공하였다.
도쿄도 미나토구 시로카네다이 2초메에서 ‘호텔 메이츠’를 운영하며 거주하였고, 2005년 11월에는 이를 ‘트렁크룸 프린스 메이츠’로 전환하여 2014년까지 운영하였다.
2025년 7월 9일 오후 1시 3분, 불명 원발성 암으로 도쿄도 자택에서 사망하였다. 향년 77세였다.
생애 동안 결혼하지 않고 독신으로 지냈다.

## 탐험가의 활동
초등학생 시절부터 남극 월동대에 대한 동경을 품었다. 1983년 12월부터 1984년 1월에 걸쳐 TV 도쿄의 다큐멘터리 프로그램 리포터로서 남극을 방문하였으며, 장대한 자연 경관에 깊은 감명을 받았다.

### 북극점 도전 첫 시도와 중단
같은 1984년 이즈미는 “지구의 꼭대기에 서고 싶다”는 생각으로 북극점 도전을 결심하였다. 그는 북극권 전문가인 사오토메 지난과 만나게 되었고, 그의 지원을 받게 되었다.
1985년 1월 28일 이즈미는 일본을 출발하여, 같은 해 1월 31일 캐나다의 레졸루트에 도착하였다. 3월 21일 북극점으로의 출발지인 워드헌트섬 인근의 해빙 위에 트윈 오터 항공기를 타고 착륙하였다. 3월 23일, 북극점 도달을 목표로 다섯 명의 대원과 함께 스노모빌[주 9]로 썰매를 끌며 그곳에서 출발하였다. 참고로, 원정 중 대원 구성은 두 차례 변경되었다.
그러나 기온 상승으로 인해 리드(해수면이 드러난 얼음의 갈라진 틈)가 확대되면서 전진이 어려워졌고, 출발 62일째인 같은 해 5월 23일 결국 북극점 도달을 단념하였다. 북극점에 가장 근접했던 지점은 5월 22일 북위 88도 40분 지점으로, 북극점까지는 약 148km가 남아 있었다. 5월 25일 트윈 오터기에 의해 구조되었다.
참고로, 북극점을 향하던 도중 이즈미는 영화 《우에무라 나오미 이야기》의 촬영을 위해 레졸루트를 방문 중이던 니시다 토시유키, 바이쇼 치에코, 야마모토 케이 등과 무선으로 교신하기도 하였다.
이 탐험에 소요된 비용은 1억 엔 이상이었으며, 이즈미는 이로 인해 큰 빚을 지게 되었다.

### 북극점 재도전과 성공
1989년 2월 1일 이즈미는 다시 한 번 북극점 도전에 나서기 위해 캐나다 레졸루트에 입국하였다. 같은 해 3월 9일, 트윈 오터기를 이용해 워드헌트섬 인근의 해빙 위에 착륙하였다. 3월 10일 북극점을 목표로 네 명의 대원과 함께 스노모빌로 썰매를 끌며 그곳에서 출발하였다. 이번 원정에서는 여섯 차례에 걸쳐 보급 비행이 이루어졌으며, 그때마다 대원들이 교체되었다.
1989년 5월 10일 오전 6시 30분, 해빙 위에서 일본인 여성으로서는 최초로 북극점 도달에 성공하였다. 공교롭게도, 이는 4년 전 도전을 단념했던 때와 동일하게 출발 후 62일째 되는 날이었다. 참고로, 해빙 위에서 북극점에 도달한 여성으로는 세계에서 두 번째 사례였다.

### 그 이후
이후에도 이즈미는 그린란드 등 북극 지역을 약 50회 방문하였다.
이즈미는 원래 산책을 좋아하였던 데서 비롯하여 등산에도 열중하기 시작하였다. 극지와 등산에 견딜 수 있는 체력을 기르기 위해 체지방을 늘렸으며, 이후 체중 감량은 하지 않았다. 또한 극지의 강한 자외선 영향으로 얼굴에 기미가 많이 생겨, 과거와 현재의 외모 차이가 한때 예능 프로그램 등에서 화제가 되기도 하였다. 이에 대해 이즈미는 “옛날에는 예뻤다는 말을 자주 듣는다”고 밝게 이야기하였다.